# Matvei Petrov
Pour les articles homonymes, voir Petrov.
Matvei Petrov (né le 16 juillet 1990 en Union soviétique) est un gymnaste russe et albanais.

## Carrière
Sous les couleurs de la Russie, il termine septième de la finale du cheval d'arçons aux Championnats du monde de gymnastique artistique 2013 à Anvers et huitième de la finale du même agrès aux Championnats d'Europe de gymnastique artistique 2015 à Montpellier.
Aux Championnats d'Europe de gymnastique artistique masculine 2020 à Mersin, il remporte la médaille d'or au cheval d'arçons sous les couleurs de l'Albanie.